# Two-Step Flowtheorie
De Two-Step Flowtheorie, of het multistep flow model, is een theorie die stelt dat veel mensen in het vormen van hun mening worden beïnvloed door opinieleiders die op hun beurt zijn beïnvloed door de massamedia. De theorie is gebaseerd op een onderzoek uit 1940 over sociale beïnvloeding door de socioloog Paul Lazarsfeld.

## Concept
De theorie stelt dat mensen hun opinie ontwikkelen via opinieleiders. Die opinieleiders hebben contact met een deel van de media, interpreteren op basis van hun mening en kennis en verduidelijken en verspreiden via elitaire media ze zo hun kennis naar het publiek, de 'opinievolgers'. Volgens deze theorie is sociale invloed gecreëerd en aangepast door de ideeën en meningen van ‘elite media’ groepen in combinatie met populaire massamedia. Daarom is hun invloed een sociale overtuiging en is er sprake van 'persoonlijke invloed.' Opinieleiders beïnvloeden meestal gelijkaardige mensen qua persoonlijkheid, interesse, demografische of socio-economische factoren. Opinieleiders beïnvloeden anderen om hun gedrag en houdingen te veranderen.

## Theorie
In 1955 werkte Paul Lazarsfeld met Elihu Katz de theorie verder uit. Ze publiceerden de theorie in hun handboek Personal Infuence uit 1955. In tegenstelling tot de theorie die de media almacht toeschrijft, benadrukt dit model de menselijke factor. De theorie verfijnde de mogelijkheid om te voorspellen hoe mediaberichten de publieke opinie en het gedrag van het publiek veranderen. Daarnaast verduidelijkt ze waarom mediacampagnes niet aanslaan. Deze hypothese vormde de basis voor de Two-Step Flowtheorie.

## Paul Lazarsfeld
Paul Lazarsfeld was een van de eerste communicatieonderzoekers. Hij introduceerde het onderscheid tussen 'administratief' en 'kritisch mediaonderzoek'. Kritisch onderzoek bekritiseert media-instituties om hun dienst aan dominante sociale groepen en verkiest interperspectief en inductief onderzoek. Lazarsfelds onderzoek over psychologische en sociale processen die het kiesgedrag beïnvloeden tijdens de Amerikaanse presidentsverkiezingen van 1940 werd gepubliceerd in The People's Choice in 1944. Tijdens die verkiezingen was het de vraag of Franklin D. Roosevelt aan zijn derde ambtstermijn als president zou kunnen beginnen. Met de steun van Rockefeller Foundation, het tijdschrift Life en de enquêteur Elmo Roper, voerde Colombia's Office of Radio Research een nieuw soort onderzoek uit om stemgedrag na te gaan. Het was gebaseerd op een panelstudie van 2400 strategisch geselecteerde kiezers in Erie County, Ohio. Paul Lazarsfeld, Bernard Berelson en Hazel Gaudet  hielden toezicht op 15 interviewers die van mei tot oktober de kiezers bevroegen om hun kiesgedrag na te gaan. Ze hadden speciale aandacht voor de factoren die hun beslissingen zouden beïnvloeden doorheen de campagne. De studie onthulde het beïnvloedende proces dat Lazarsfeld 'opinie leiderschap' noemde. Hij concludeerde dat persmedia indirect invloed hebben via mensen uit de naaste omgeving, zogenaamde opinieleiders. Hij noemde dit communicatieproces de 'two-step flow.' Dit werd later geassocieerd met het 'limited effects model of mass media' van Klapper uit 1969. Het concept dat ideeën vaak van radio en gedrukte media komen naar lokale opinieleiders die dan op hun beurt deze ideeën doorslepen naar diegene met meer beperkte politieke kennis, de 'opinievolgers'. In het besluit wordt uitgelegd dat persoonlijke communicatie soms effectiever is dan traditionele mediakanalen zoals kranten, televisie, radio enz. Dit concept is verder uitgewerkt in het boek Personal Influence.

## Elihu Katz
Elihu Katz was professor aan de 'School for Communication' aan de Universiteit van Pennsylvania en zette het onderzoek van Lazerfeld verder. Dit vormde de basis voor Personal Influence. Katz en Lazersfled concludeerden dat: "... het traditionele beeld van het proces van massabeïnvloeding plaats moet maken voor 'mensen' als factor tussen de stimuli van de media en het uitmonden ervan in opinies, beslissingen en handelingen."

## Personal Influence
In 1944 contacteerde Paul Lazarsfeld McFadden Publications voor zijn eerste boek, The People's Choice. McFadden zag de kans om financieel voordeel te halen door reclame te maken gericht op de vrouwelijke bevolking, terwijl Lazarsfeld een manier zag om meer informatie te verkrijgen over sociale invloed. Hieruit ontstond een studie, uitgevoerd door het Bureau of Applied Social Research waarbij 800 vrouwelijke bewoners van Decatur, Illinois, werden geïnterviewd door middel van panel interviews. Zo werd er nagegaan wat de belangrijkste factoren waren die hun besluitvorming beïnvloedde. Lazarsfeld werkte samen met Robert K. Merton en huurde C. Wright Mills in om de studie te leiden. Een ander deel van het onderzoeksteam, bestaande uit Thelma Ehrlich Anderson, trainde lokale vrouwen om de surveys te managen. In 1955 werd de studie gepubliceerd als deel van Personel Influence van Katz en Lazarsfeld. Het boek besloot dat face-to-face interactie een grotere invloed heeft dan de traditionele media en zo werd dus de tweestapscommunicatietheorie bevestigd.

## Kritiek
De Two-Step Flowhypothese is bekritiseerd door meerdere studies. 
- Deutschmann en Danielson vragen dat de theorie "met de nodige voorzichtigheid wordt toegepast bij massa-communicatie." Ze vinden dat massamedia een rechtstreekse invloed heeft op de meerderheid van de populatie en niet loopt via opinieleiders.
- In Diffusion of Innovations citeert Everett Rogers een onderzoek waarin twee derde van de respondenten hun kennis van zaken toeschreef aan de massamedia in plaats van face-to-face communicatie.
- Gelijkaardige kritiek stelt dat de bevindingen van Lazarsfeld behoren tot leerfactoren van mediagewoontes in plaats van het leren van specifieke informatie.
- Troldahl vindt dat blootstelling aan de media een eerste stap is om te beginnen discussiëren. Daarna starten de opinieleiders de second-step. Dit bevestigt de doorslaggevende rol van opinieleiders. Deze theorie stelt dat mensen een zekere duurzaamheid, consistentie, willen betreffende hun overtuigingen en meningen. Als mensen blootgesteld worden aan nieuwigheden die niet overeenstemmen met hun overtuiging dan bevindt men zich in een onevenwicht. Deze persoon zal dan advies inwinnen van een opinieleider.